# Stolperstein von Sant’Angelo Lodigiano
Der Stolperstein von Sant’Angelo Lodigiano ist dem Widerstandskämpfer Umberto Biancardi gewidmet. Stolpersteine werden vom Kölner Künstler Gunter Demnig in weiten Teilen Europas verlegt. Sie erinnern an das Schicksal der Menschen, die von den Nationalsozialisten ermordet, deportiert, vertrieben oder in den Suizid getrieben wurden und liegen im Regelfall vor dem letzten selbstgewählten Wohnsitz des Opfers. Die italienische Übersetzung des Begriffes Stolpersteine lautet: pietre d’inciampo.
Der bislang einzige Stolperstein von Sant’Angelo Lodigiano wurde am 16. Januar 2017 vom Künstler persönlich verlegt.

## Stolperstein
In Sant’Angelo Lodigiano, einer Gemeinde in der Provinz Lodi, wurde ein Stolperstein verlegt.
| Stolperstein | Übersetzung                                                                                             | Verlegeort        | Name, Leben |
| ------------ | --- | ----------------- | --- |
|              | HIER WOHNTE UMBERTO BIANCARDI GEBOREN 1903 VERHAFTET 5.8.1944 DEPORTIERT 1944 DACHAU ERMORDET 25.2.1945 | Via Umberto I, 30 | Umberto Biancardi wurde am 28. August 1903 geboren. Seine Eltern waren Achille Biancardi und Benvenuta Giannoni. Beruflich folgte er dem Beispiel seines Vaters, er wurde Typograph und führte einen Schreibwarenladen in der Via Umberto I. Im August 1934 heiratete er Teresa Sali. Das Paar hatte vier Kinder. Der Waffenstillstand von Cassibile am 8. September 1943 führte einerseits zur deutschen Besetzung weiter Teile Italiens, andererseits auch zur Bildung einer hocheffizienten Widerstandsbewegung, die mit Streiks, Flugschriften und Sabotageakten ihre Stärke unter Beweis stellte. Umberto Biancardi schloss sich der Brigate del popolo an, einer katholisch geprägten Formation angeführt von Enrico Mattei. Von Januar bis Juli 1944 druckte er die Mailänder Ausgabe des Risorgimento Liberale, einer antifaschistischen Untergrundzeitung der Liberalen Partei. Am 5. August 1944 wurde die Geheimdruckerei im Rahmen einer Razzia ausgehoben, Umberto Biancardi wurde verhaftet und zuerst im San-Vittore-Gefängnis festgesetzt, schließlich in das KZ Bozen überstellt und dann in das KZ Dachau deportiert. Aus einer Akte des Konzentrationslagers Bozen geht hervor, dass Umberto Biancardi am 7. September 1944 aus Mailand ankam und am 5. Oktober 1944 nach Dachau deportiert wurde. Von dort aus konnte er eine letzte Postkarte an seine Frau schreiben. Er bat darum, eine Schuld zu tilgen, die er bei einer Mailänder Firma hatte und übermittelte ihr herzliche Grüße. Ein Militärkaplan aus Bozen berichtete später, dass er ständig ein Gebetbuch in Händen hielt. In Dachau wurde er in der Kategorie Schutzhäftling registriert, eine euphemistische Bezeichnung für politische Gefangene, erhielt die Nummer 113151 und wurde zur Arbeit in einer Mine eingeteilt, zwölf Kilometer vom Lager entfernt. Wegen seines dramatischen Gewichtsverlusts wurde er in das Hauptlager zurückgeschickt, wo er sein Leben verlor. Als offizieller Sterbetag galt lange der 25. Januar 1945, sowohl in Publikationen als auch auf Fotografien am Friedhof von Sant’Angelo Lodigiano. Im Dokument, welches der Familie vom Internationalen Roten Kreuz übermittelt wurde, ist hingegen der 25. Februar 1945 angegeben. Dieses Datum scheint naheliegender, da im selben Dokument vom 26. Januar 1945 als Datum der Überstellung in das Hauptlager die Rede ist. In Sant’Angelo Lodigiano trägt eine Straße seinen Namen, die Via Umberto Biancardi. |